# Jiří Mainuš
Jiří Mainuš (nascido em 8 de janeiro de 1945) é um ex-ciclista olímpico tchecoslovaco. Representou sua nação nos Jogos Olímpicos de Verão de 1972, na prova de contrarrelógio (100 km).